# Puiol
Puiol (aragonès: Puyol) és un caseriu del municipi de Monesma i Queixigar, al vessant sud del turó on s'alça el castell de Monesma.